# Théodora de Grèce (1983)
Theodora Greece
Cet article concerne la fille de Constantin II de Grèce. Pour sa cousine du même nom, voir Théodora de Grèce (1906-1969).
Théodora de Grèce (en grec moderne : Θεοδώρα της Ελλάδας / Theodóra tis Elládas), également connue sous le pseudonyme Theodora Greece, est née le 9 juin 1983 à Londres, au Royaume-Uni. Fille de l'ex-roi Constantin II de Grèce et de la princesse Anne-Marie de Danemark, c'est une princesse de Grèce et de Danemark et une actrice, surtout connue pour son rôle d'Alison Montgomery dans le soap opera américain Amour, Gloire et Beauté (2011-2018).
Née en exil dix ans après l'abolition de la monarchie grecque, la princesse Théodora grandit au Royaume-Uni. Après des études d'art dramatique aux États-Unis et en Angleterre, elle commence une carrière d'actrice à Los Angeles en 2010. Elle enchaîne depuis lors les apparitions et les petits rôles au cinéma et à la télévision.

## Famille
La princesse Théodora est la quatrième des cinq enfants du roi Constantin II de Grèce (1940-2023) et de son épouse la princesse Anne-Marie de Danemark (1946). Par son père, elle est la petite-fille du roi Paul Ier de Grèce (1901-1964) et de la princesse Frederika de Hanovre (1917-1981) tandis que, par sa mère, elle descend du roi Frédéric IX de Danemark (1899-1972) et de la princesse Ingrid de Suède (1910-2000).
Nièce des reines Sophie d'Espagne (1938) et Margrethe II de Danemark (1940), Théodora est également apparentée à la plupart des autres monarques d'Europe en sa qualité de descendante de la reine Victoria du Royaume-Uni (1819-1901), surnommée la « grand-mère de l'Europe », et du roi Christian IX de Danemark (1818-1906), surnommé le « beau-père de l'Europe ».
Le 28 septembre 2024, la princesse Théodora épouse, à Athènes, l'avocat américain Matthew Jeremiah Kumar (1983).

## Biographie

### Une enfance en exil
La princesse Théodora voit le jour en exil, au St Mary's Hospital, à Londres, dix ans après l'abolition de la monarchie grecque. Organisé le 20 octobre 1983 dans la capitale britannique, son baptême donne lieu à un grand rassemblement du gotha européen : elle reçoit en effet pour parrains et marraines l'ex-roi Michel Ier de Roumanie, le prince héritier Alexandre de Yougoslavie, la reine Élisabeth II du Royaume-Uni, la reine Margrethe II de Danemark et la reine Sophie d'Espagne,.
L'enfant grandit loin du pays de sa famille et ce n'est qu'en 1993 qu'elle est autorisée à pénétrer pour la première fois en Grèce en compagnie de ses parents et de sa fratrie. Or, ce séjour aggrave les tensions existant entre l'ancien roi Constantin II et les autorités de la République hellénique,. Ces dernières décident alors de déchoir les membres de l'ancienne dynastie de leur nationalité grecque et Théodora et ses proches doivent attendre 2004 pour pouvoir séjourner normalement en territoire hellène,.

### Éducation et carrière
La princesse commence ses études au collège hellénique de Londres, avant de devenir interne à la Woldingham School (en), dans le Surrey. Dans cette école prestigieuse, elle découvre le théâtre, qui devient rapidement sa passion,. Après ses études secondaires, Théodora décide de se lancer dans une carrière d'actrice. Pour cela, elle part se former aux États-Unis, à l'université du Nord-Est à Boston, où elle obtient un bachelor en arts dramatiques. Elle complète ensuite ses études à la Ive League school de l'université Brown (2002-2006) et au Central Saint Martins College of Art and Design de Londres.
Après quelques tentatives infructueuses pour travailler en Grande-Bretagne, Théodora s'installe à Los Angeles en 2010, et adopte le pseudonyme de « Theodora Greece ». Elle commence sa carrière par quelques petites apparitions dans des films indépendants comme The Lightkeepers (2009). Entre 2011 et 2012, elle multiplie les castings et participe à deux films (Amnesia et The Big Valley) ainsi qu'à un documentaire (Nevan Saunders' Quest for Fame),, avant d'être engagée pour un petit rôle récurrent dans le soap opera Amour, Gloire et Beauté (2011-2018),. En 2015, la princesse fait sa première apparition dans un film important, Little Boy,,.
Parallèlement, la princesse poursuit sa formation en suivant des cours d'art dramatique à The Renegade Theatre and Film Group. En 2014 et en 2015, elle joue par ailleurs au théâtre dans les pièces The Crazy Love Edition et Boners and Other Stupid Mistakes de Janna King,.

### Liens avec la Grèce
Bien qu'établie en Californie, la princesse Théodora séjourne chaque été chez ses parents à Pórto Chéli. Elle est par ailleurs présente aux temps forts de la vie de l'ancienne famille royale et participe, en 2014, aux commémorations organisées à Tatoï à l'occasion des cinquante ans de la mort du roi Paul Ier, son grand-père. Comme ses trois frères et sa sœur, la princesse fait en outre partie du conseil d'administration de la fondation Anne-Marie, créée par l'ex-roi Constantin II pour venir en aide aux territoires et aux populations victimes de catastrophes naturelles,. Elle soutient par ailleurs d'autres associations caritatives, comme l'illustre sa participation à un gala de charité en compagnie de l'ex-reine Anne-Marie en 2013.

### Fiançailles et mariage
Le 16 novembre 2018, le secrétariat de Constantin II annonce les fiançailles de la princesse Théodora avec l'avocat américain Matthew Kumar. Repoussé à plusieurs reprises en raison de la pandémie de Covid-19 puis du décès du roi Constantin II, le mariage est célébré le 28 septembre 2024 en la cathédrale métropolitaine d'Athènes. Outre les membres de l'ancienne dynastie grecque, sont notamment présents la reine émérite Sophie d'Espagne et ses filles, les infantes Elena et Cristina, le prince Christian de Hanovre, la princesse Benedikte de Danemark, ainsi que le prince Alexandre et la princesse Katherine de Yougoslavie.

## Carrière comme actrice

### Cinéma
Sauf indication contraire, les informations mentionnées dans cette section peuvent être confirmées par la base de données cinématographiques IMDb,  présente dans la section « Liens externes ».
- 2008 : De vilde svaner de Peter Flinth et Ghita Nørby : Elisa (voix)
- 2009 : The Lightkeepers de Daniel Adams (en) : une jeune femme impressionnée
- 2011 : Nevan Saunders' Quest for Fame: A Documentary by Kip Griffen de Jameson English : Jen
- 2011 : The Big Valley de Daniel Adams : Peggy[29]
- 2012 : Amnesia de Bill Birrell : Rachel
- 2015 : Little Boy d'Alejandro Gómez Monteverde (en) : Eliza
- 2015 : June de L. Gustavo Cooper : Ms Wapos
- 2016 : Blind Follow d'Eric Leja : Cricket II
- 2022 : The Great Awakening de Bo Roberts : Savannah

### Télévision
Sauf indication contraire, les informations mentionnées dans cette section peuvent être confirmées par la base de données cinématographiques IMDb,  présente dans la section « Liens externes ».
- 2010 : Sroloc de Melanie Aitkenhead : Sarah Park
- 2011-2018 : Amour, Gloire et Beauté de William Joseph Bell et Lee Phillip Bell (en) : Alison Montgomery
- 2013 : Shang de Melanie Aitkenhead et J. Ferguson : Brooke Sangreen
- 2016 : Un assistant trop parfait de Danny J. Boyle : Lara Berkis
- 2017 : Broken Slinky Presents de J. Ferguson : Theodora

### Théâtre
- 2014 : The Crazy Love[13]
- 2015 : Boners and other stupid mistakes[13]

## Distinctions
- Dame grand-croix de l'ordre des Saintes-Olga-et-Sophie[30].

## Quartiers de la princesse
|  |                                                                      |  |  |  |  |  |  |  |  |  |  |  |  |  |  |  |
|  | 16. Georges Ier de Grèce                                             |  |  |  |  |  |  |  |  |  |  |  |  |  |  |  |
|  |                                                                      |  |  |  |  |  |  |  |  |  |  |  |  |  |  |  |
|  |                                                                      |  |  |  |  |  |  |  |  |  |  |  |  |  |  |  |
|  | 8. Constantin Ier de Grèce                                           |  |  |  |  |  |  |  |  |  |  |  |  |  |  |  |
|  |                                                                      |  |  |  |  |  |  |  |  |  |  |  |  |  |  |  |
|  |                                                                      |  |  |  |  |  |  |  |  |  |  |  |  |  |  |  |
|  | 17. Olga Constantinovna de Russie                                    |  |  |  |  |  |  |  |  |  |  |  |  |  |  |  |
|  |                                                                      |  |  |  |  |  |  |  |  |  |  |  |  |  |  |  |
|  |                                                                      |  |  |  |  |  |  |  |  |  |  |  |  |  |  |  |
|  | 4. Paul Ier de Grèce                                                 |  |  |  |  |  |  |  |  |  |  |  |  |  |  |  |
|  |                                                                      |  |  |  |  |  |  |  |  |  |  |  |  |  |  |  |
|  |                                                                      |  |  |  |  |  |  |  |  |  |  |  |  |  |  |  |
|  | 18. Frédéric III d'Allemagne                                         |  |  |  |  |  |  |  |  |  |  |  |  |  |  |  |
|  |                                                                      |  |  |  |  |  |  |  |  |  |  |  |  |  |  |  |
|  |                                                                      |  |  |  |  |  |  |  |  |  |  |  |  |  |  |  |
|  | 9. Sophie de Prusse                                                  |  |  |  |  |  |  |  |  |  |  |  |  |  |  |  |
|  |                                                                      |  |  |  |  |  |  |  |  |  |  |  |  |  |  |  |
|  |                                                                      |  |  |  |  |  |  |  |  |  |  |  |  |  |  |  |
|  | 19. Victoria du Royaume-Uni                                          |  |  |  |  |  |  |  |  |  |  |  |  |  |  |  |
|  |                                                                      |  |  |  |  |  |  |  |  |  |  |  |  |  |  |  |
|  |                                                                      |  |  |  |  |  |  |  |  |  |  |  |  |  |  |  |
|  | 2. Constantin II de Grèce                                            |  |  |  |  |  |  |  |  |  |  |  |  |  |  |  |
|  |                                                                      |  |  |  |  |  |  |  |  |  |  |  |  |  |  |  |
|  |                                                                      |  |  |  |  |  |  |  |  |  |  |  |  |  |  |  |
|  | 20. Ernest-Auguste de Hanovre                                        |  |  |  |  |  |  |  |  |  |  |  |  |  |  |  |
|  |                                                                      |  |  |  |  |  |  |  |  |  |  |  |  |  |  |  |
|  |                                                                      |  |  |  |  |  |  |  |  |  |  |  |  |  |  |  |
|  | 10. Ernest-Auguste de Brunswick                                      |  |  |  |  |  |  |  |  |  |  |  |  |  |  |  |
|  |                                                                      |  |  |  |  |  |  |  |  |  |  |  |  |  |  |  |
|  |                                                                      |  |  |  |  |  |  |  |  |  |  |  |  |  |  |  |
|  | 21. Thyra de Danemark                                                |  |  |  |  |  |  |  |  |  |  |  |  |  |  |  |
|  |                                                                      |  |  |  |  |  |  |  |  |  |  |  |  |  |  |  |
|  |                                                                      |  |  |  |  |  |  |  |  |  |  |  |  |  |  |  |
|  | 5. Frederika de Hanovre                                              |  |  |  |  |  |  |  |  |  |  |  |  |  |  |  |
|  |                                                                      |  |  |  |  |  |  |  |  |  |  |  |  |  |  |  |
|  |                                                                      |  |  |  |  |  |  |  |  |  |  |  |  |  |  |  |
|  | 22. Guillaume II d'Allemagne                                         |  |  |  |  |  |  |  |  |  |  |  |  |  |  |  |
|  |                                                                      |  |  |  |  |  |  |  |  |  |  |  |  |  |  |  |
|  |                                                                      |  |  |  |  |  |  |  |  |  |  |  |  |  |  |  |
|  | 11. Victoria-Louise de Prusse                                        |  |  |  |  |  |  |  |  |  |  |  |  |  |  |  |
|  |                                                                      |  |  |  |  |  |  |  |  |  |  |  |  |  |  |  |
|  |                                                                      |  |  |  |  |  |  |  |  |  |  |  |  |  |  |  |
|  | 23. Augusta-Victoria de Schleswig-Holstein-Sonderbourg-Augustenbourg |  |  |  |  |  |  |  |  |  |  |  |  |  |  |  |
|  |                                                                      |  |  |  |  |  |  |  |  |  |  |  |  |  |  |  |
|  |                                                                      |  |  |  |  |  |  |  |  |  |  |  |  |  |  |  |
|  | 1. Théodora de Grèce                                                 |  |  |  |  |  |  |  |  |  |  |  |  |  |  |  |
|  |                                                                      |  |  |  |  |  |  |  |  |  |  |  |  |  |  |  |
|  |                                                                      |  |  |  |  |  |  |  |  |  |  |  |  |  |  |  |
|  | 24. Frédéric VIII de Danemark                                        |  |  |  |  |  |  |  |  |  |  |  |  |  |  |  |
|  |                                                                      |  |  |  |  |  |  |  |  |  |  |  |  |  |  |  |
|  |                                                                      |  |  |  |  |  |  |  |  |  |  |  |  |  |  |  |
|  | 12. Christian X de Danemark                                          |  |  |  |  |  |  |  |  |  |  |  |  |  |  |  |
|  |                                                                      |  |  |  |  |  |  |  |  |  |  |  |  |  |  |  |
|  |                                                                      |  |  |  |  |  |  |  |  |  |  |  |  |  |  |  |
|  | 25. Louise de Suède                                                  |  |  |  |  |  |  |  |  |  |  |  |  |  |  |  |
|  |                                                                      |  |  |  |  |  |  |  |  |  |  |  |  |  |  |  |
|  |                                                                      |  |  |  |  |  |  |  |  |  |  |  |  |  |  |  |
|  | 6. Frédéric IX de Danemark                                           |  |  |  |  |  |  |  |  |  |  |  |  |  |  |  |
|  |                                                                      |  |  |  |  |  |  |  |  |  |  |  |  |  |  |  |
|  |                                                                      |  |  |  |  |  |  |  |  |  |  |  |  |  |  |  |
|  | 26. Frédéric-François III de Mecklembourg-Schwerin                   |  |  |  |  |  |  |  |  |  |  |  |  |  |  |  |
|  |                                                                      |  |  |  |  |  |  |  |  |  |  |  |  |  |  |  |
|  |                                                                      |  |  |  |  |  |  |  |  |  |  |  |  |  |  |  |
|  | 13. Alexandrine de Mecklembourg-Schwerin                             |  |  |  |  |  |  |  |  |  |  |  |  |  |  |  |
|  |                                                                      |  |  |  |  |  |  |  |  |  |  |  |  |  |  |  |
|  |                                                                      |  |  |  |  |  |  |  |  |  |  |  |  |  |  |  |
|  | 27. Anastasia Mikhaïlovna de Russie                                  |  |  |  |  |  |  |  |  |  |  |  |  |  |  |  |
|  |                                                                      |  |  |  |  |  |  |  |  |  |  |  |  |  |  |  |
|  |                                                                      |  |  |  |  |  |  |  |  |  |  |  |  |  |  |  |
|  | 3. Anne-Marie de Danemark                                            |  |  |  |  |  |  |  |  |  |  |  |  |  |  |  |
|  |                                                                      |  |  |  |  |  |  |  |  |  |  |  |  |  |  |  |
|  |                                                                      |  |  |  |  |  |  |  |  |  |  |  |  |  |  |  |
|  | 28. Gustave V de Suède                                               |  |  |  |  |  |  |  |  |  |  |  |  |  |  |  |
|  |                                                                      |  |  |  |  |  |  |  |  |  |  |  |  |  |  |  |
|  |                                                                      |  |  |  |  |  |  |  |  |  |  |  |  |  |  |  |
|  | 14. Gustave VI Adolphe de Suède                                      |  |  |  |  |  |  |  |  |  |  |  |  |  |  |  |
|  |                                                                      |  |  |  |  |  |  |  |  |  |  |  |  |  |  |  |
|  |                                                                      |  |  |  |  |  |  |  |  |  |  |  |  |  |  |  |
|  | 29. Victoria de Bade                                                 |  |  |  |  |  |  |  |  |  |  |  |  |  |  |  |
|  |                                                                      |  |  |  |  |  |  |  |  |  |  |  |  |  |  |  |
|  |                                                                      |  |  |  |  |  |  |  |  |  |  |  |  |  |  |  |
|  | 7. Ingrid de Suède                                                   |  |  |  |  |  |  |  |  |  |  |  |  |  |  |  |
|  |                                                                      |  |  |  |  |  |  |  |  |  |  |  |  |  |  |  |
|  |                                                                      |  |  |  |  |  |  |  |  |  |  |  |  |  |  |  |
|  | 30. Arthur du Royaume-Uni                                            |  |  |  |  |  |  |  |  |  |  |  |  |  |  |  |
|  |                                                                      |  |  |  |  |  |  |  |  |  |  |  |  |  |  |  |
|  |                                                                      |  |  |  |  |  |  |  |  |  |  |  |  |  |  |  |
|  | 15. Margaret du Royaume-Uni                                          |  |  |  |  |  |  |  |  |  |  |  |  |  |  |  |
|  |                                                                      |  |  |  |  |  |  |  |  |  |  |  |  |  |  |  |
|  |                                                                      |  |  |  |  |  |  |  |  |  |  |  |  |  |  |  |
|  | 31. Louise-Margareta de Prusse                                       |  |  |  |  |  |  |  |  |  |  |  |  |  |  |  |
|  |                                                                      |  |  |  |  |  |  |  |  |  |  |  |  |  |  |  |
|  |                                                                      |  |  |  |  |  |  |  |  |  |  |  |  |  |  |  |